# Santa María las Cuevas
Santa María las Cuevas är en ort i Mexiko.   Den ligger i kommunen Atltzayanca och delstaten Tlaxcala, i den sydöstra delen av landet, 150 km öster om huvudstaden Mexico City. Santa María las Cuevas ligger 2 444 meter över havet och antalet invånare är 861.
Terrängen runt Santa María las Cuevas är platt åt sydväst, men åt nordost är den kuperad. Runt Santa María las Cuevas är det ganska tätbefolkat, med 78 invånare per kvadratkilometer. Närmaste större samhälle är Villa de El Carmen Tequexquitla, 11,1 km sydost om Santa María las Cuevas. Omgivningarna runt Santa María las Cuevas är en mosaik av jordbruksmark och naturlig växtlighet.